# Національний парк Буй
Національний парк Буї розміщений в Гані. Він був заснований в 1971 році. Парк охоплює 1,821 км². Національний парк Буї розділяє навпіл річка Чорна Вольта. На заході парк межує з Кот-д'Івуаром. Найближчі міста — Нсавкау, Венчі та Течіман. 

### Флора та фауна
Парк розташований у типовій зоні лісистої савани. Він відомий великою популяцією бегемотів у Чорній Вольті. Також присутні медмежий колобус, що знаходиться під загрозою зникнення, і різноманітні антилопи та птахи. BirdLife International визнала парк важливою орнітологічною територією (IBA), оскільки в ньому живуть значні популяції фіолетових турако, червоногорлих бджолоїдок, сенегальських папуг, жовтодзьобих сорокопудів.
Частина парку була затоплена водосховищем дамби Буй, яка була побудована з 2007 по 2013 рік.